# Prosopis kuntzei
Prosopis kuntzei (sinònim Prosopis casadensis) és una espècie d'arbre i planta nativa d'Amèrica del Sud, de l'oest del Gran Chaco de l'Argentina, Bolívia, el Paraguai. S'adapta a climes àrids però també pot viure en els entollats durant gran part de l'any.
Els seus noms comuns inclouen els de Itín, palo mataco, carandá, barba de tigre

## Descripció
Fa de 4 a 10 m d'alt i té moltes espines. Les fulles són petites, (3 a 5 mm de llargada), Flors blanques groguenques, perfumades de 3 mm de llargada. Fruit en llegum negra violàcia, de 10 a 17 cm de llargada. Conté una pasta rica en midó. Les llavors ovoides, de 7 a 10 mm de llargada i 5 a 6 mm d'amplada.
El seu xilema és groc pàl·lid i el floema és bru. Fusta molt utilitzada, densa i perfumada i molt duradora.

## Imatges

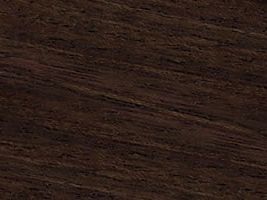
Fusta molt negra de Prosopis kuntzei
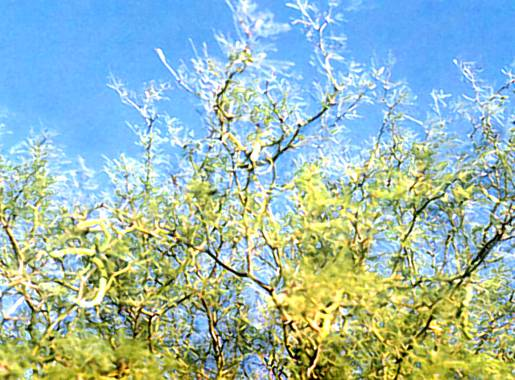
branques superiors de Prosopis kuntzei